# Giełda kooperacyjna
Giełda kooperacyjna jest imprezą organizowaną dla przedsiębiorstwa lub/oraz instytucji/organizacji chcących nawiązać między sobą współpracę, przede wszystkim biznesową.
Giełda różni się od targów tym, że przedsiębiorca nie stawia własnego stoiska, na którym może promować swoje produkty lub usługi.
Giełda kooperacyjna polega więc na bilateralnych spotkaniach "twarzą w twarzą" jednego przedsiębiorcy z drugim. W tym celu przygotowuje się specjalne pomieszczenie ze stołami, przy których uczestnicy giełdy będą ze sobą rozmawiać (najczęściej takie rozmowy trwają ok. pół godziny).
Dwustronne rozmowy biznesowe (B2B meetings) uważane są za jedną z najlepszych form nawiązywania stałych, międzynarodowych kontaktów biznesowych.
Imprezy takie często organizowane są w salach konferencyjnych hoteli, z racji potrzeby noclegu przedsiębiorców z zagranicy.
Organizacja giełd wspierana jest przez Komisję Europejską w postaci dofinansowanych projektów międzynarodowych.